# Distretti della Siria
     Governatorato di Aleppo
     Governatorato di Damasco
     Governatorato di Daraa
     Governatorato di Deir ez-Zor
     Governatorato di Hama
     Governatorato di Al-Hasakah
     Governatorato di Homs
     Governatorato di Idlib
     Governatorato di Latakia
     Governatorato di Quneitra
     Governatorato di Ar-Raqqah
     Governatorato di Rif Dimashq
     Governatorato di As-Suwayda
     Governatorato di Tartus

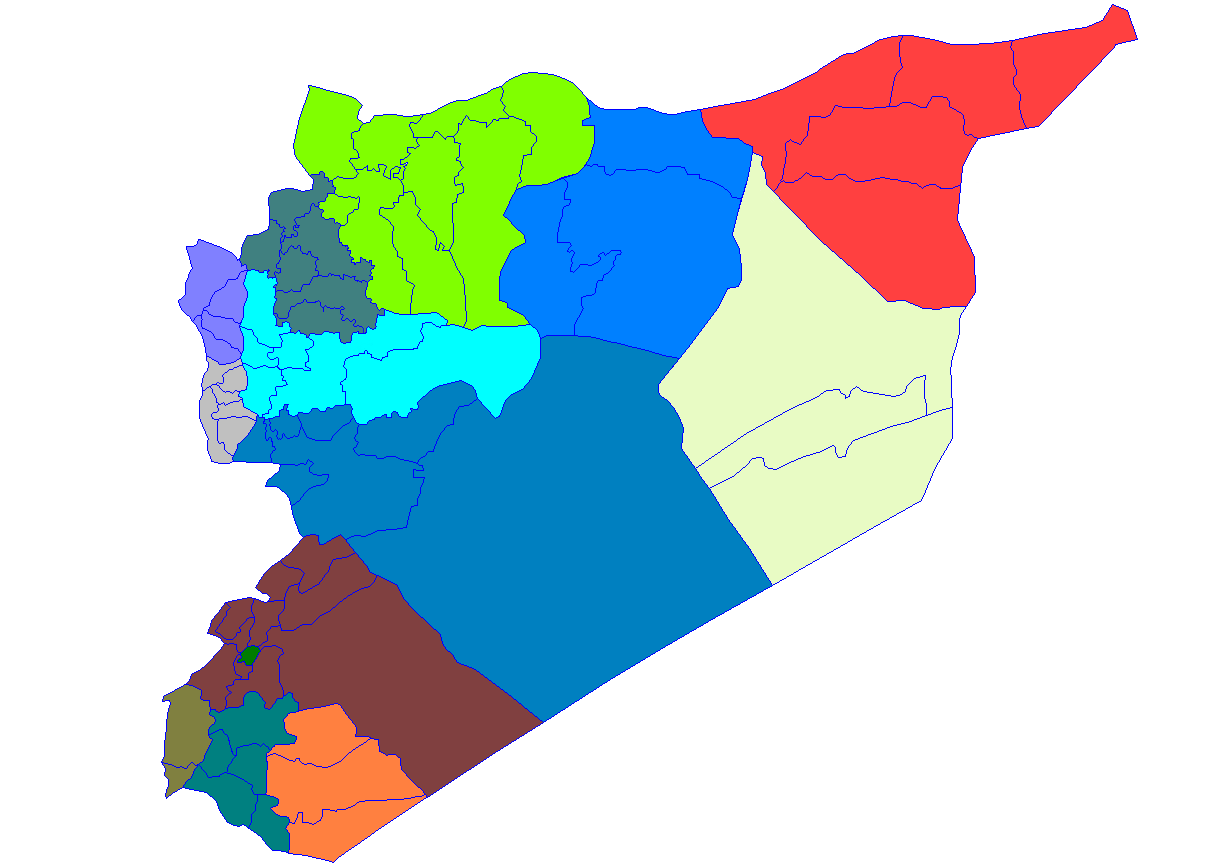
Distretti della Siria
Governatorato di Aleppo
Governatorato di Damasco
Governatorato di Daraa
Governatorato di Deir ez-Zor
Governatorato di Hama
Governatorato di Al-Hasakah
Governatorato di Homs
Governatorato di Idlib
Governatorato di Latakia
Governatorato di Quneitra
Governatorato di Ar-Raqqah
Governatorato di Rif Dimashq
Governatorato di As-Suwayda
Governatorato di Tartus

I distretti della Siria (manatiq, sing. mintaqah) costituiscono la suddivisione territoriale di secondo livello del Paese, dopo i 14 governatorati (muhafazat, sing. muhafazah), e ammontano a 65, tra cui la città di Damasco; ciascuno di essi si suddivide a sua volta in sottodistretti (nawahi, sing. nahiya), pari complessivamente a 281. I distretti prendono il nome dal rispettivo capoluogo.

## Caratteristiche
Distretti e sottodistretti sono gestiti da funzionari nominati dal governatore, previa l'approvazione del ministro degli interni.
Questi funzionari lavorano con consigli distrettuali eletti per assistere alle esigenze locali assortiti, e servire da intermediari tra autorità di governo centrale e leader tradizionali locali, come capi villaggio, capi clan, e dei consigli degli anziani.
La città di Damasco ha le stesse funzioni del governatorato, del distretto e sottodistretto.
Parte del territorio del Governatorato di Quneitra è sotto occupazione israeliana dal 1967, a seguito della guerra dei sei giorni presso le alture del Golan (sul punto, risoluzione 242 del Consiglio di sicurezza delle Nazioni Unite.

## Lista
Governatorato di Aleppo 
| Localizzazione | Distretto                  | Capoluogo              | Popolazione |
| -------------- | -------------------------- | ---------------------- | ----------- |
|                | Distretto di 'Ayn al-'Arab | 'Ayn al-'Arab (Kobanê) | 192 513     |
|                | Distretto di Afrin         | Afrin                  | 172 095     |
|                | Distretto di A'zaz         | A'zaz                  | 251 769     |
|                | Distretto di al-Bab        | al-Bab                 | 292 713     |
|                | Distretto di Jarabulus     | Jarabulus              | 58 889      |
|                | Distretto di Jabal Sam'an  | Aleppo                 | 2 490 751   |
|                | Distretto di Manbij        | Manbij                 | 408 143     |
|                | Distretto di al-Safira     | al-Safira              | 178 293     |

 Governatorato di Damasco 

Municipalità di Damasco

Ricomprende la città di Damasco (popolazione: 1 552 161), suddivisa in 14 municipalità.
- Centro storico
- Sarouja
- Qanawat
- Jobar
- al-Midan
- al-Shaghour
- Qadam
- Kafr
- Sousa
- Mezzeh
- Dummar
- Barzeh
- Al-Qabun
- Rukn al-Din
- al-Salihiyah
- Muhajreen

 Quartieri 
- Bab Masr (pop. 11.330)
- Daqaq (pop. 10.858)
- Al-Haqleh (pop. 8,076)
- Al-Qa'a (pop. 11.791)
- Midan al-Wastani (pop. 23.745)
- Al-Tadamon (pop. 86.793)
- Az-Zahreh (pop. 24.863)

 Governatorato di Dar'a 
| Localizzazione | Distretto                | Capoluogo   | Popolazione |
| -------------- | ------------------------ | ----------- | ----------- |
|                | Distretto di Dar'a       | Dar'a       | 428 681     |
|                | Distretto di Izra'       | Izra'       | 246 804     |
|                | Distretto di As-Sanamayn | As-Sanamayn | 167 993     |

 Governatorato di Deir el-Zor 
| Localizzazione | Distretto                | Capoluogo   | Popolazione |
| -------------- | ------------------------ | ----------- | ----------- |
|                | Distretto di Abu-Kamal   | Abu-Kamal   | 265 142     |
|                | Distretto di Deir el-Zor | Deir el-Zor | 492 434     |
|                | Distretto di Mayadin     | Mayadin     | 247 171     |

 Governatorato di Hama 
| Localizzazione | Distretto                  | Capoluogo     | Popolazione |
| -------------- | -------------------------- | ------------- | ----------- |
|                | Distretto di Hama          | Hama          | 644 445     |
|                | Distretto di Masyaf        | Masyaf        | 169 341     |
|                | Distretto di Muhradah      | Muhradah      | 143 953     |
|                | Distretto di Salamiyya     | Salamiyya     | 187 123     |
|                | Distretto di As-Saqlabiyah | As-Saqlabiyah | 240 091     |

 Governatorato di al-Hasaka 
| Localizzazione | Distretto                | Capoluogo    | Popolazione |
| -------------- | ------------------------ | ------------ | ----------- |
|                | Distretto di al-Hasaka   | al-Hasaka    | 484 966     |
|                | Distretto di al-Malikiya | al-Malikiya  | 189 634     |
|                | Distretto di al-Qamishli | al-Qamishli  | 423 368     |
|                | Distretto di Ra's-al-Ayn | Ra's-al-'Ayn | 177 150     |

 Governatorato di Homs 
| Localizzazione | Distretto                 | Capoluogo        | Popolazione |
| -------------- | ------------------------- | ---------------- | ----------- |
|                | Distretto di Homs         | Homs             | 1 035 055   |
|                | Distretto di al-Mukharram | al-Mukharram     | 52 068      |
|                | Distretto di al-Qusayr    | al-Qusayr        | 108 102     |
|                | Distretto di al-Rastan    | al-Rastan        | 127 806     |
|                | Distretto di Tadmur       | Tadmur (Palmira) | 76 942      |
|                | Distretto di Tall Kalakh  | Tall Kalakh      | 129 429     |
|                | Distretto di Taldou       | Taldou           | -           |

 Governatorato di Idlib 
| Localizzazione | Distretto                       | Capoluogo          | Popolazione |
| -------------- | ------------------------------- | ------------------ | ----------- |
|                | Distretto di Ariha              | Ariha              | 177 005     |
|                | Distretto di Harim              | Harim              | 175 482     |
|                | Distretto di Idlib              | Idlib              | 382 928     |
|                | Distretto di Jisr al-Shughur    | Jisr al-Shughur    | 150 052     |
|                | Distretto di Ma'arrat al-Nu'man | Ma'arrat al-Nu'man | 372 960     |

 Governatorato di Laodicea 
| Localizzazione | Distretto             | Capoluogo | Popolazione |
| -------------- | --------------------- | --------- | ----------- |
|                | Distretto di al-Haffa | al-Haffa  | 81 848      |
|                | Distretto di Jable    | Jable     | 196 171     |
|                | Distretto di Laodicea | Laodicea  | 526 888     |
|                | Distretto di Qardaha  | Qardaha   | 74 644      |

 Governatorato di Quneitra 
| Localizzazione | Distretto                | Capoluogo | Popolazione |
| -------------- | ------------------------ | --------- | ----------- |
|                | Distretto di Fiq Zawiyah | Fiq       | 1 947       |
|                | Distretto di Quneitra    | Quneitra  | 64 680      |

 Governatorato di al-Raqqa 
| Localizzazione | Distretto                | Capoluogo               | Popolazione |
| -------------- | ------------------------ | ----------------------- | ----------- |
|                | Distretto di Ath-Thawrah | Ath-Thawrah (al-Tabqah) | 159 938     |
|                | Distretto di al-Raqqa    | al-Raqqa                | 506 306     |
|                | Distretto di Tell Abyad  | Tell Abyad              | 127 270     |

 Governatorato del Rif di Damasco 
| Localizzazione | Distretto                              | Capoluogo   | Popolazione |
| -------------- | -------------------------------------- | ----------- | ----------- |
|                | Distretto di Darayya                   | Darayya     | 260 961     |
|                | Distretto di Duma                      | Duma        | 433 719     |
|                | Distretto di al-Nabk                   | al-Nabk     | 80 001      |
|                | Distretto di al-Qutayfa                | al-Qutayfa  | 119 283     |
|                | Distretto di Qatana                    | Qatana      | 207 245     |
|                | Distretto di Markaz del Rif di Damasco | Damasco     | 902 216     |
|                | Distretto di al-Tall                   | al-Tall     | 115 937     |
|                | Distretto di Yabrud                    | Yabrud      | 48 370      |
|                | Distretto di al-Zabadani               | al-Zabadani | 105 342     |

 Governatorato di al-Suwayda 
| Localizzazione | Distretto               | Capoluogo  | Popolazione |
| -------------- | ----------------------- | ---------- | ----------- |
|                | Distretto di Shahba     | Shahba     | 71 949      |
|                | Distretto di Salkhad    | Salkhad    | 60 375      |
|                | Distretto di al-Suwayda | al-Suwayda | 180 907     |

 Governatorato di Tartus 
| Localizzazione | Distretto                   | Capoluogo             | Popolazione |
| -------------- | --------------------------- | --------------------- | ----------- |
|                | Distretto di Baniyas        | Baniyas               | 176 351     |
|                | Distretto di Duraykish      | Duraykish (Dreikiche) | 60 978      |
|                | Distretto di al-Shaykh Badr | al-Shaykh Badr        | 52 981      |
|                | Distretto di Safita         | Safita                | 129 632     |
|                | Distretto di Tartus         | Tartus                | 281 453     |